# Papillav
Papillav (Pycnothelia papillaria) är en lavart som först beskrevs av Jakob Friedrich Ehrhart, och fick sitt nu gällande namn av Léon Dufour. Papillav ingår i släktet Pycnothelia och familjen Cladoniaceae. Enligt den finländska rödlistan är arten nära hotad i Finland. Arten är reproducerande i Sverige. Artens livsmiljö är klippor (inklusive flyttblock).